# Bonjour
Bonjour — технологія (і однойменний програмний модуль) Apple, що використовується зокрема в Zeroconf і являє собою протокол автоматичного знаходження сервісів (служб), який використовується в операційній системі Mac OS X починаючи з версії 10.2. В операційних системах Microsoft Windows в стандартному постачанні відсутній, але може бути встановленим разом з iTunes, Adobe Photoshop та деякими іншими програмами.
Служба Bonjour призначається для використання в локальних мережах і використовує відомості (записи) зі служби доменних імен (DNS) для знаходження інших комп'ютерів, як і інших мережевих пристроїв (наприклад принтерів) в мережевому оточенні.
Для зв'язку використовується стек протоколів TCP/IP. Всі технології, на яких заснована Bonjour, є відкритими. Чат по локальній мережі на основі Bonjour можна налаштувати в Adium, Gajim, Pidgin, Trillian.
1. ↑  Release 878.270.2 — 2020.
2. ↑  https://developer.apple.com/bonjour/
3. ↑  https://github.com/apple-oss-distributions/mDNSResponder/blob/main/LICENSE